# Pierre Fouquier
Pierre Fouquier (Maissemy, 26 de juliol de 1776 − París, 1850) va ser un metge francès.
Era professor de medicina i va ser el metge dels rei Charles X de França (1757-1836) i del rei Louis-Philippe Ier (1773-1850). Fouquier era membre de l'Académie de médecine i metge en cap de l'Hôpital de la Charité.
George Engelmann (1809-1832) li dedicà el gènere de plantes Fouquieria.